# Torre de Giraba (Ludiente)
La torre de Giraba en Ludiente, en la comarca de Alto Mijares, es una torre de vigilancia de época islámica medieval, catalogada, de manera genérica, como Bien de Relevancia Local, con código 12.08.073-001.
La torre se ubica cerca del sur de la población de Castillo de Villamalefa, pero en el término municipal de Ludiente y cerca de la aldea de Giraba, de la que toma nombre.

## Historia
La zona de Ludiente ha tenido asentamientos poblados desde la Edad del Bronce, la época íbera e incluso existen restos de una villa romana en su término. Pese a todo ello no se sabe ciertamente cuándo tuvo su origen el pueblo de Ludiente, ya que no hay unanimidad entre autores, habiendo opiniones diversas, desde el grupo que considera que su origen está en la época íbera, y los que consideran que su origen es de la época árabe.
En un primer momento perteneció al antiguo obispado de Denia, adscribiéndose en él con el nombre de “Intam”.
Toda la zona en la que Ludiente se encuentra estuvo inmersa en los conflictos con la población hispano-musulmana que encabezaba el rey Almohade Zeit Abú Zaiyd, que fijó su última residencia en Argelita, dejando el castillo del Bou Negre, situado entre los actuales términos de Argelita y Ludiente. Este rey se cristianizó e incluso ayudó al rey Jaime I de Aragón en la conquista de Valencia.
Es probable que Ludiente fuera habitada por pobladores de los anteriores núcleos. Es por todo ello por lo que la existencia de torres de vigilancia en la zona puede considerarse lógica y normal.
Debió tratarse de un puesto de vigilancia que proporcionaría información de la zona a los castillos que se dispersaban por el curso del río y la fortaleza de Castillo de Villamalefa. Es por eso que se ubica en una zona elevada, en la cima de un cerro desde el que se domina el curso del río Mijares, en la parte del mismo que atraviesa el sur del término municipal de Castillo de Villamalefa.

## Descripción
La torre es de planta circular y fábrica de sillarejo, presentando un sólido aspecto. El acceso se realiza por la parte inferior y a su alrededor todavía pueden distinguirse estructuras de un anterior amurallamiento de la zona, razón por la cual algunos autores consideran la posibilidad que más que una simple torre de vigilancia fuera un pequeño castillo.
Actualmente no se aprecia la parte superior de la torre, ya que está desmochada. Externamente solamente se aprecian algunas ventanas, mientras que en su interior hay restos de la escalera de acceso a las plantas superiores.